# شون نيلسون (لاعب كرة قدم أمريكية)
شون نيلسون (بالإنجليزية: Shawn Nelson)‏ هو لاعب كرة قدم أمريكية أمريكي، ولد في 5 أكتوبر 1985 في غونزاليس في الولايات المتحدة.

## وصلات خارجية
- شون نيلسون على موقع مرجع كرة القدم المحترفة.كوم (الإنجليزية)